# Kambara
Kambara es un género extinto de crocodiliano mekosuquino que vivió durante los períodos Eoceno y Oligoceno en la actual Australia.
Con cerca de 55 millones de años de antigüedad, los restos de Kambara están entre los más antiguos fósiles del Terciario hallados en Australia (aunque hay algunos fósiles del Cretácico que lo doblan en edad). Kambara es el más antiguo mekosuquino conocido. El nombre del género viene de un término de los aborígenes australianos que significa precisamente "cocodrilo".
Actualmente se conocen cuatro especies de Kambara descritas: la especie tipo K. murgonensis (Willis & Molnar, 1993), K. implexidens (Salisbury & Willis, 1996), K. molnari (Holt et al., 2005) y K. taraina (Buchanan, 2009). Todas las cuatro especies comparten un plan corporal propio de cualquier crocodiliano, creciendo hasta tamaños similares al del moderno cocodrilo de agua salada, Crocodylus porosus. Kambara muestra la interesante característica de tener múltiples patrones de mordida dentro del mismo género. Kambara murgonensis tiene una sobremordida casi completa, K. implexidens tiene una dentición entrelazada y K. molnarai una condición intermedia. Aunque inicialmente se pensó que era el miembro más `primitivo de una radiación de crocodilianos mekosuquinos en Australasia, recientes estudios (Holt, et al., 2007) han sugerido que puede que no sea el caso, y que hay al menos dos linajes separados en Australia.
Fósiles de este género se ahn hallado en el sitio fósil Murgon en el sureste de Queensland.